# Prisches
Prisches är en kommun i departementet Nord i regionen Hauts-de-France i norra Frankrike. Kommunen ligger i kantonen Landrecies som tillhör arrondissementet Avesnes-sur-Helpe. År 2022 hade Prisches 1 046 invånare.

## Befolkningsutveckling
Antalet invånare i kommunen Prisches
| Referens: INSEE |